# Werner Wedemeyer

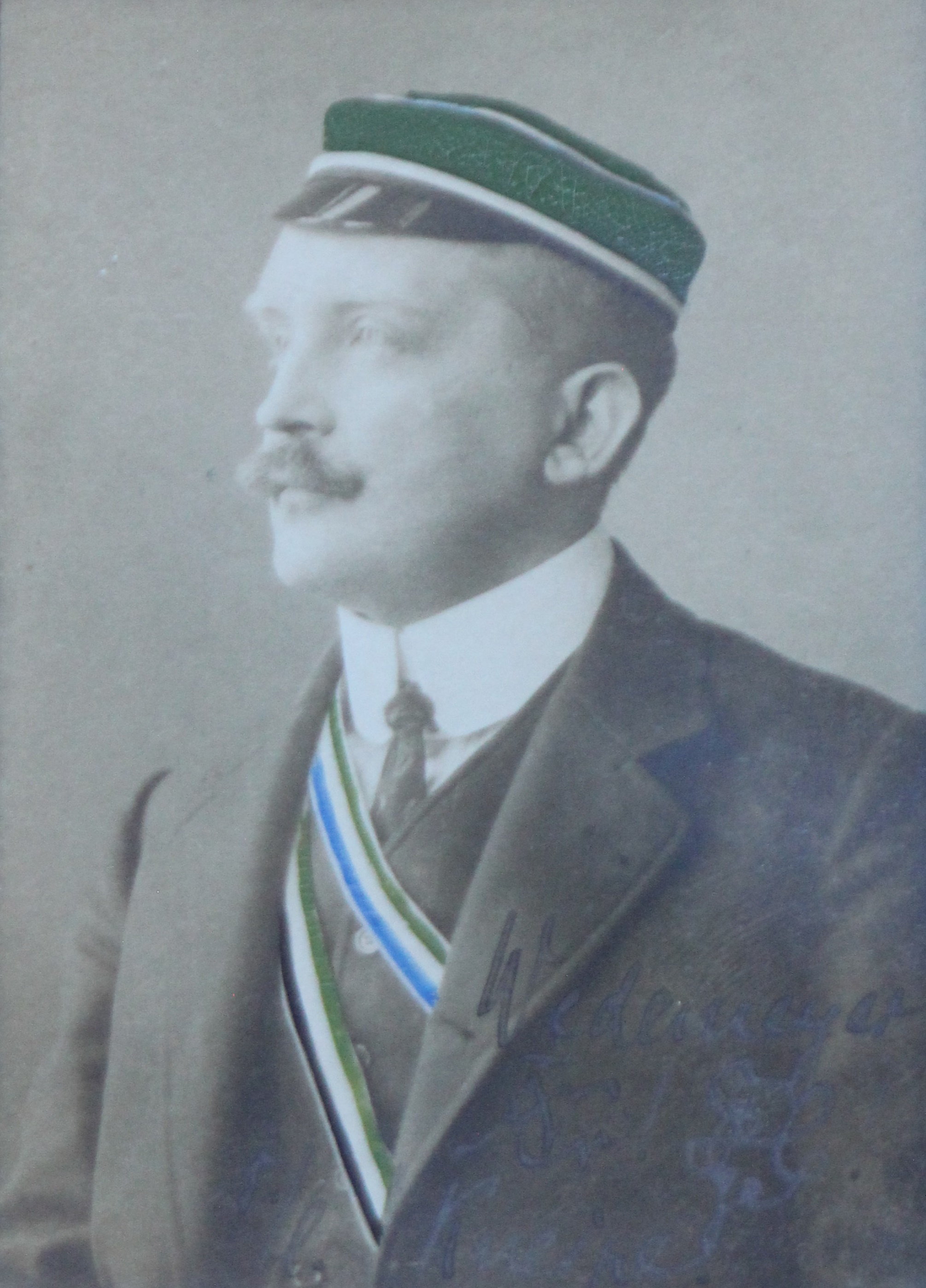
Werner Wedemeyer

Werner Wedemeyer (* 17. Oktober 1870 in Hameln; † 23. Mai 1934 in Kiel) war ein deutscher Rechtswissenschaftler.

## Leben
Wedemeyer studierte Rechtswissenschaft an der Philipps-Universität Marburg. Am 13. Juli 1892 wurde er im Corps Hasso-Nassovia recipiert. 1903 wurde er von der Georg-August-Universität Göttingen zum Dr. iur. promoviert. Schon ein Jahr später habilitierte er sich. Das Corps Hildeso-Guestphalia Göttingen verlieh ihm am 10. Juni 1904 das Band. 1908 wurde er als o. Professor an die rechtswissenschaftlichen Fakultät der Christian-Albrechts-Universität zu Kiel berufen. Für den Gesamtausschuss des VAC verfasste er 1915 die Denkschrift Die deutschen Korps nach dem Kriege. 1915–1918 saß er im Vorstand des Verbandes Alter Corpsstudenten. 1919 war er vorübergehend Erster Vorsitzender. In der Weimarer Republik wurde er für die akademischen Jahre 1923/24 und 1924/25 zum Rektor der CAU gewählt. Beim Abschied im Februar 1925 ehrten ihn die Studenten mit einem Fackelzug, bei dem die lila-weiße Universitätsfahne mitgeführt wurde.
Seine Schwerpunkte waren Bürgerliches Recht, Römisches Recht,  Zivilprozess- und Arbeitsrecht. Nach der Reichstagswahl März 1933 gehörten Wedemeyer und sein Kollege Walther Schücking zu den Professoren, deren Entlassung von der Studentenschaft und der Presse gefordert wurde. Wedemeyer stand zur Weimarer Republik und zu seinem angefeindeten und verfolgten Freund Hermann Kantorowicz, der von Deutschlands Schuld am  Ersten Weltkrieg überzeugt war. So unter Druck gesetzt, ersuchte Wedemeyer schon am 22. Mai 1933 um seine Entlassung, die am 7. Juni erfolgte. Ein Jahr später starb er mit 63 Jahren.
Haimar Wedemeyer war ein Sohn.

## Werke
- Rede bei der Bestattung des Geh. Justizrats Max Pappenheim am Dienstag, dem 6. Febr. 1934. Kiel 1934
- Allgemeiner Teil des BGB.  J. Springer, Berlin 1933
- Die deutschen Korps nach dem Kriege.  Schmidt & Klaunig, Kiel 1915

## Ehrungen
- Ehrenmitglied des Corps Hasso-Nassovia (17. Juli 1921)[4]
- Dr. rer. pol. h. c. der Universität Heidelberg[9]